# Veronica telephiifolia
Veronica telephiifolia är en grobladsväxtart. Veronica telephiifolia ingår i släktet veronikor, och familjen grobladsväxter.

## Underarter
Arten delas in i följande underarter:
- V. t. glareosa
- V. t. telephiifolia